# Tameside
 (janvier 2021).
Si vous disposez d'ouvrages ou d'articles de référence ou si vous connaissez des sites web de qualité traitant du thème abordé ici, merci de compléter l'article en donnant les références utiles à sa vérifiabilité et en les liant à la section « Notes et références ».
Le Metropolitan Borough of Tameside  est un district métropolitain du Grand Manchester en Angleterre. Il tire son nom de la rivière Tame qui le traverse.
Le district a été créé le 1er avril 1974, par le Local Government Act 1972 comme l'un des 10 districts métropolitains du Grand Manchester.